# Valentin Kataïev
 (décembre 2020).
Si vous disposez d'ouvrages ou d'articles de référence ou si vous connaissez des sites web de qualité traitant du thème abordé ici, merci de compléter l'article en donnant les références utiles à sa vérifiabilité et en les liant à la section « Notes et références ».
Valentin Petrovitch Kataïev (en russe : Валентин Петрович Катаев), né le 16 janvier 1897 (28 janvier dans le calendrier grégorien) à Odessa (Empire russe, aujourd'hui en Ukraine) et mort le 12 avril 1986 à Moscou (Union soviétique), est un écrivain soviétique, auteur principalement de romans et de pièces de théâtre. Son art de traiter de manière ironique, mais légère et sans critique politique, lui permit de toujours rester « bien en cour » et de faire une brillante carrière d'homme de lettres soviétique[réf. nécessaire]. Son talent, son don d'imagination, sa sensibilité et son originalité lui ont assuré une place remarquée[réf. nécessaire].

## Biographie
En Europe occidentale, Valentin Kataïev n'est connu que par une de ses pièces de théâtre[réf. nécessaire], Je veux voir Mioussov, une comédie qui présente de manière légèrement ironique, mais surtout d'un comique débridé et sans prétention[réf. nécessaire], les lourdeurs de l'administration soviétique. La version française de cette pièce a connu un grand succès.
Il commença à écrire des nouvelles en 1916. En 1920, il travailla comme journaliste à Kharkov[réf. nécessaire].
En 1922, il s'installe à Moscou où il travaille à partir de 1923 dans le quotidien du syndicat des cheminots Goudok et collabore parallélement avec d'autres périodiques, signant ses écrits avec les pseudonymes Vieux Sabakkine, O. Twist, Mitrophane Gortchitsa[réf. nécessaire].
Son roman Les Gaspilleurs (Rastratchiki, 1926) est l'histoire picaresque de deux aventuriers dans la tradition de Gogol[réf. nécessaire].
Il fut rédacteur en chef de la revue Jeunesse de 1955 à 1961[réf. nécessaire].

## Théâtre
- 1960 : La Quadrature du cercle, mise en scène Charles Dullin, théâtre de l'Atelier
- 1960 : La Quadrature du cercle, mise en scène Stéphane Ariel, théâtre des Arts
- 1965 : Je veux voir Mioussov, adaptation Marc-Gilbert Sauvajon, mise en scène Jacques Fabbri, théâtre des Nouveautés

## Romans
- Rastratchiki, traduction d'André Beucler, Nrf. éd. Gallimard, coll. Les jeunes russes, 1928.
- Kubik, traduction d'Henri Abril, éd. Circé, 2007.
- Notre père, traduction de Jacqueline Lebrun-Imbert, éd. Siloé, 2008.
- Les Concussionnaires
- Les Choses
- Temps en avant
- Les Flots de la Mer noire
- Au loin, une voile  (1936), traduit par L. Soboliev, Éditions la farandole, Paris, 1958
- Les Catacombes d'Odessa (1951), traduit en français par Esfir Berstein et Olga Wormser, Éditions du Progrès, Moscou, s.d.
- Je suis le fils du peuple
- L'Étendard
- L'Épouse
- Le Fils du régiment
- Le Village de la Steppe
- Vent d'hiver
- Le Saint Puits